# Herb Skoczowa
Herb Skoczowa – jeden z symboli miasta Skoczów i gminy Skoczów w postaci herbu.

## Wygląd i symbolika
Herb przedstawia basztę forteczną ze ściętym wysokim dachem u góry oraz tarczą z orłem Piastów cieszyńskich poniżej. Po bokach baszty widnieją dwa skoczki z małymi wieżami trzymanymi na głowach.
Skoczki te są aluzją do nazwy miasta, zaś piastowski orzeł nawiązuje do początków miasta i przynależności do Księstwa Cieszyńskiego.

## Historia
Herb Skoczowa ukształtował się w XIV w., zaś najstarsze jego zachowane wyobrażenie pochodzi z pieczęci z 1565 r. W ciągu wieków wizerunek herbu zmieniał się: w XIX w. zamiast skoczków boczne wieże podtrzymywały aniołki, zaś po 1918 r. wprowadzono herb ze skoczkami, ale bez tarczy z herbem książęcym. Nigdy wcześniej nie było też orła cieszyńskiego w bramie.